# ふれあい横浜専門学校
ふれあい横浜専門学校（ふれあいよこはませんもんがっこう）は、神奈川県横浜市にある私立の専門学校。運営母体は、学校法人湘南ふれあい学園。

## 沿革
- 2001年（平成13年）1月 - 専門学校横浜外語アカデミーを学校法人横浜アカデミーより継承。
- 2005年（平成17年）4月 - ふれあい横浜専門学校と改称。

## 科目
- 観光学科（トラベル＆エアラインコース・鉄道コース・ホテルコース・ブライダルコース）